# Teatr bez teatru
Teatr bez teatru – niedokończona miniatura dramatyczna Cypriana Kamila Norwida z 1855-1856 roku.
Głównym tematem utworu jest anegdota historyczna z czasów republiki rzymskiej, stanowiąca komentarz autora do zwycięstwa generała Pélissiera we wrześniu 1855 w wojnie krymskiej.

## O utworze
Utwór powstał zapewne albo na jesieni 1855 albo na początku 1856 i został wraz z przekładem Hamleta przekazany Mieczysławowi Pawlikowskiemu. Starorzymskie motywy tego fragmentu, jak i pewne rozwiązania formalne czynią go bliskim zarówno Norwidowemu tłumaczeniu Juliusza Cezara (dialog obywateli, mowa Żelisława odpowiadająca mowie Antoniusza) jak i miniaturze Słodycz (pochlebstwo pod adresem Pierwszego Obywatela). Natomiast paraboliczność utworu – opowieść o triumfie Pompejusza ma bowiem charakter paraboli domagającej się zestawienia jej z aktualną sytuacją polityczną pod koniec 1855, wiąże go bardzo mocno z napisanym na początku 1856 wierszem Pokój. Tytuł dramatu pochodzi z notatki Norwida dołączonej do przekazanego Pawlikowskiemu rękopisu: (nie skończone) – to miało przedstawiać teatr bez teatru.
Utwór ukazał się drukiem w Pismach zebranych Przesmyckiego w tomie A w 1912. Liczy sobie 47 wersów.

## Treść
Akcja dramatu rozgrywa się na polskiej wsi. Zabrakło wina i trudno go zdobyć. Gospodarz, Pierwszy Obywatel, wygląda więc przybycia kupca z winem. W gościnę zostali zaproszeni dwaj inni obywatele, nieznośnie starający się o względy gospodarza oraz Żelisław, w którym można się domyślać porte parole samego autora. Gospodarzowi marzy się teatr, by zająć gości i Żelisław wychodzi mu naprzeciw, wywołuje przed słuchaczami scenę teatralną, chociaż bez teatru.
Utwór jest, mimo niewielkiego rozmiaru, bardzo kunsztownie zbudowany. Dzieli się na dwie części: wielogłosowy dialog gospodarza i jego klientów, w który bezskutecznie próbuje się włączyć Żelisław oraz anegdotę historyczną opowiedzianą przez Żelisława, mającą, jak zwykle u Norwida, ukryte znaczenie aktualne. Anegdota zostaje wywołana przytoczeniem imienia Cycerona w rozmowie. Imię podjęte przez Żelisława odbija się między rozmówcami, póki nie umocni się w anegdocie z czasów trzeciej wojny Rzymu z Mitrydatesem, królem Pontu, w której świetne zwycięstwo odniósł Gnejusz Pompejusz.
Znad Eufratu przywieziono właśnie znaki wojsk Mitrydata, które Pompejusz rozbił. Rzym świętował. Odbywała się wtedy uczta, na której Cycero, leżący za Krassusem, pił wino, myśląc może o przyszłym konsulacie. A był to czas szczególny. Krassus w ciszy rozmawiał z pierwszym z domowników. Obok stał Kato, a siedzący naprzeciw Cycerona Klodiusz zapytał Cycerona, co też senatorowie za tryumf wyznaczą Pompejuszowi. Cycero był zdania, że wódz w chwili zwycięstwa nie rozmyśla o tryumfach w dalekiej stolicy. Klodiuszowi jednak Pompejusz z sumieniem wydał się większa zagadką niż Katylina.

## Kontekst historyczny anegdoty Żelisława
Czas, w którym rozgrywa się anegdota jest rzeczywiście szczególny. Pompejusz rozbił Mitrydata nad Eufratem w 65 roku. Cycero zostanie konsulem w 63 roku, odkryje spisek Katyliny i zażegna go. Klodiusz stanie najpierw po stronie Katyliny, potem po stronie Cycerona. Skłóci się z nim po nieudanej schadzce z żoną Cezara, Pompeją Sullą, gdy Cycero ostro zaatakuje go w sądzie. Gdy zostanie trybunem w 58 roku doprowadzi do wygnania Cycerona i konfiskaty jego majątku. Zginie w 52 w walkach ulicznych. Pompejusz wróci z Azji i w 61 roku odbędzie triumf. Senat jednak przeciwstawi się mu i rozgoryczony Pompejusz zwiąże się rok później z Krassusem i Cezarem. Krassus zginie potem w wojnie z Partami w 53. Jego śmierć doprowadzi do rozpadu związku trzech. Pompejusz poniesie klęskę w wojnie z Cezarem i zginie w 48 roku. Katon, który powstanie w obronie republiki, po klęsce z wojskami Cezara popełni samobójstwo w 46 roku. Cezar ogłosi się jedynowładcą i zostanie zamordowany przez obrońców republiki w 44 roku. Cycero będzie świadkiem tego wszystkiego, nim nie zginie z rąk mścicieli Cezara.

## Kontekst historyczny utworu
8 września 1855 oddziały francuskie dowodzone przez generała Pélissiera zdobyły słynny bastion Malakow, co zmusiło wojska rosyjskie do ustąpienia następnego dnia z Sewastopola i właściwie przesądziło o losach toczonej od 1853 roku wojny krymskiej.Świetne zwycięstwo Pélissiera rozbudziło nadzieje w sercach polskich emigrantów, spodziewających się od dłuższego czasu, że niekorzystny dla Rosji wynik wojny krymskiej może korzystnie wpłynąć na losy sprawy polskiej.